# USA-165
USA-165 или XSS-11 (англ. eXperimental Satellite System-11 — Экспериментальная Спутниковая Система 11) — небольшой, экспериментальный космический аппарат, разработанный Научно-исследовательской Лабораторией ВВС США (U.S. Air Force Research Laboratory) и созданный компанией Lockheed Martin. Этот аппарат создан для множества различных операций, таких как: разведка, автономные ремонт и маневрирование и др.
Был построен Lockheed Martin в 2005 году и имел массу 125 кг. 
11 апреля 2005 года выведен, с базы Ванденберг, на околоземную орбиту ракетой-носителем Minotaur 1. 
Находился в космосе около 18 месяцев.